# Isla Negra
Isla Negra es una localidad ubicada en la zona sur de la comuna de El Quisco, región de Valparaíso.

## Toponimia
Los pescadores del lugar llamaban isla negra a un grupo de roqueríos oscuros en el sector, al poeta Pablo Neruda le gustó mucho esta denominación y comenzó a citarlo de esa manera. Todo esto a pesar de no ser una isla.
La Casa de Isla Negra es actualmente un museo administrado por la Fundación Neruda, donde yacen los restos del poeta junto a los de su esposa Matilde.

El mar me pareció más limpio que la tierra por eso me vine a vivir en la costa de mi patria entre las grandes espumas de Isla Negra.
Pablo Neruda.

Anteriormente, a principios del periodo hispánico, era conocida como la quebrada de Calbín (por Calvín, una aldea del concejo Taramundi del Principado de Asturias, España). La laguna que se junta con la barra de arena de la playa fue nombrada laguna de Córdoba por Alonso de Córdoba, el primer encomendador del área.

## Historia

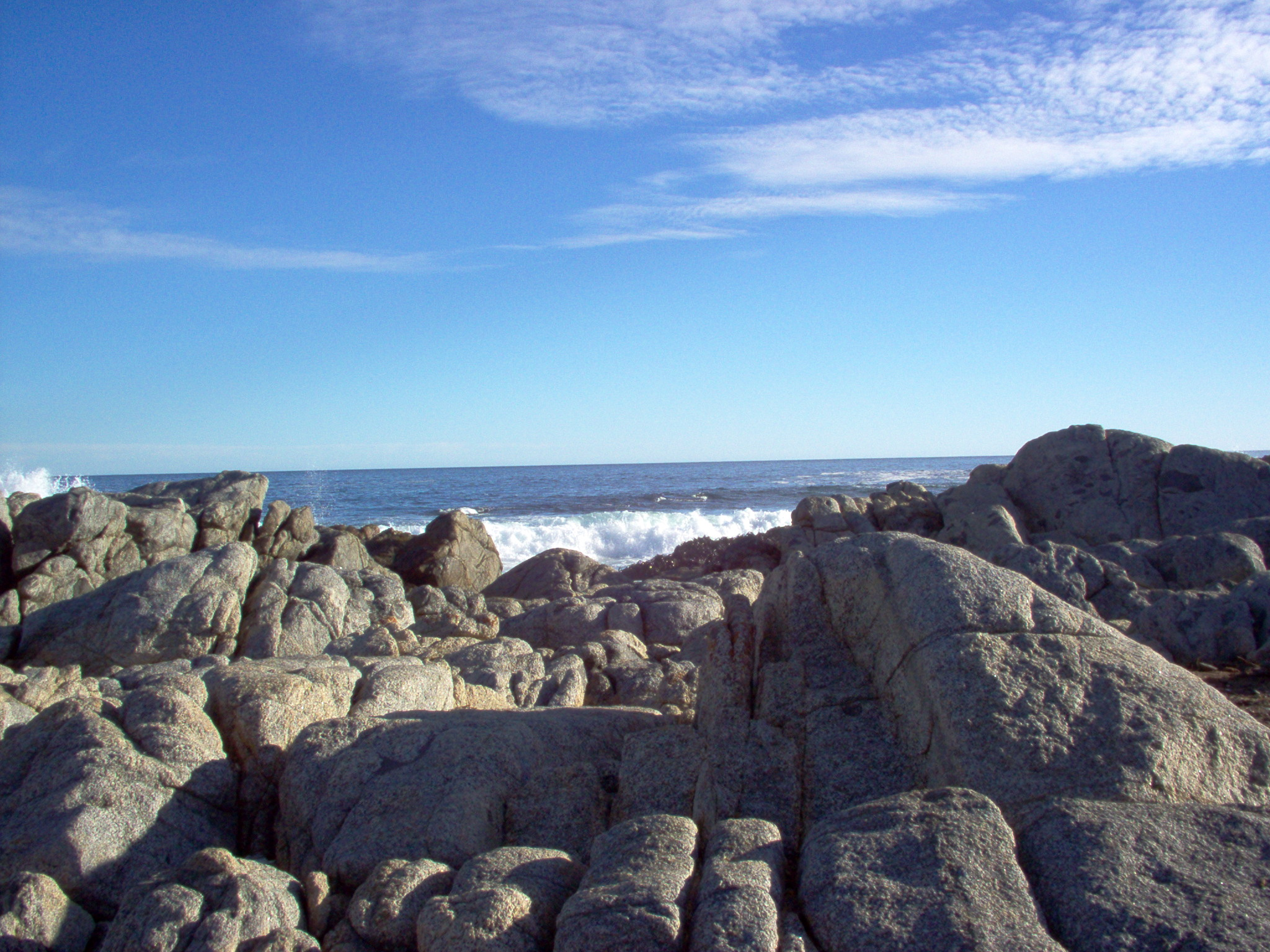
Roqueríos de Isla Negra.

La zona está habitada desde la última glaciación, aproximadamente en el año 11000 a. C.[cita requerida]
Durante la glaciación, el nivel del mar estaba casi 100 m bajo el actual nivel del mar, y muchas de las ocupaciones costeras fueron tapadas por el océano en su subida pos fusión de los glaciares. Desde allí grupos de cazadores y de recolectores pertenecientes al Periodo Arcaico de América hicieron su ingreso a los valles.[cita requerida]
Con posterioridad, con relación al periodo agroalfarero temprano se pueden encontrar otros vestigios que son continuados por las Culturas Bato y Llolleo.
En el siglo XV entra en contacto con la cultura Inca y esta establece en Talagante un mitimae gobernado por el príncipe Tala Canta Ilabe.
A poco de haber entrado los incas los siguen los españoles, a quienes los locales llaman we ingka (Nuevo inca en mapudungún ). Los mapuches que vivían en esta zona eran llamados picones Pikun o Pico (norte en mapudungún). Era los que vivían en el Pikunmapu. Los incas los llamaron promaucaes.

### Ginés de Lillo
Los trabajos de Ginés de Lillo permitieron tener un registro acabado de la sociedad chilena del siglo XVII. Se sabía por diversos documentos de la época que los pueblos del interior tenían pescadores en las caletas costeras llamados "pescadores en la costa".
Solo en las mensuras de Ginés de Lillo se citan 3 casos en la cuenca del Maipo:
- Los indios de Melipilla tienen pescadores en la quebrada de Calbín junto a la laguna de Alonso de Córdova[5]
- Los indios de Pico tienen pescadores en Paico y sacan oro en Temumu[6]
- Los indios de Huechún  tienen parientes o pescadores en Duca Duca.[7][8]

Duca Duca (del mapudungún:doka= doca. Planta rastrera carnosa de la familia de las aizoaceas llamada “frutilla de mar”) en los alrededores de la laguna hoy conocida como El Peral que se ubica al sur de Las Cruces.
El centro étnico de los Picones más eminente parece haber radicado en el pago de Pico, situado en las cercanías de Melipilla. Precisamente, setenta indígenas picones fueron encomendados al obispo Rodrigo González Marmolejo, por Valdivia. Tuvo más tarde el disfrute de la encomienda, Antonio González Montero, sobrino del eclesiástico. En el siglo XVIII, existía en las cercanías de Pomaire, el pueblo de Pico, ubicado en la hacienda del mismo nombre, a unos 8 km al noroeste de Melipilla (33°37′31.28″S 71°16′16.19″O / -33.6253556, -71.2711639).
Probablemente, Pico fue una cabecera de relieve, desde que un cacique con ese nombre aparecía entre las "cabezas" excelsas del Reino, en tiempos de Valdivia. En otro orden, el mismo conquistador donó a Juan Bautista Pastene una encomienda, en 1550, en la que se incluyeron

"Los caciques llamados Antequilica e Chumavo o Catalogna con todos sus indios... que tienen su tierra en la provincia de los picones e valle llamado de Poangui... con más las tierras e asiento que tienen los dichos caciques cerca del río Maipo, llamado Pico, para sembrar los años que son de sequía que por no tener agua el valle dicho de Poangue van allí a sembrar e lo tienen por suyo de tiempos pasados"
CDIHCh, la., XVIII: 445.

### Diccionario Geográfico de Chile
Córdoba (Laguna de).-—Receptáculo corto de agua ó rebalsa que forma á su desembocadura el riachuelo del Rosario del departamento de Casa Blanca, 
Francisco Solano Asta-Buruaga y Cienfuegos, Diccionario Geográfico de la República de Chile (1899)

Lagunillas (Aldea de).-—Caserío del departamento de Casa Blanca situado en sus límites australes á la orilla norte del riachuelo del Rosario y á unos 15 kilómetros hacia el S. de su capital. Tiene una capilla, escuela gratuita y 898 habitantes. La rodean los fundos de Orrego, Rosario Arriba, Valle Hermoso y otros. 
Francisco Solano Asta-Buruaga y Cienfuegos, Diccionario Geográfico de la República de Chile (1899)

### Pablo Neruda y la Casa de Isla Negra

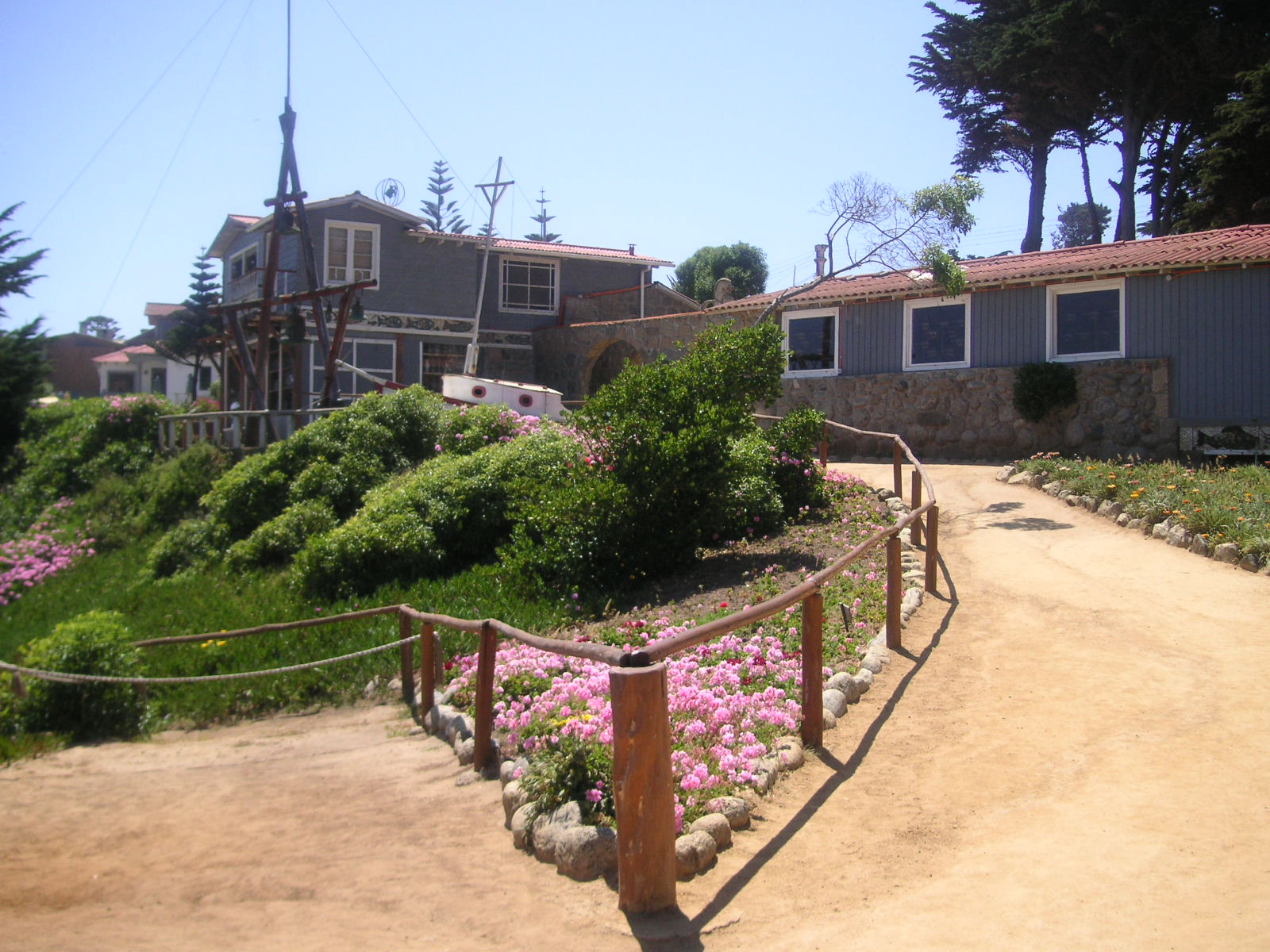
Ingreso a la Casa de Isla Negra.

Pablo Neruda se instaló en esta zona cuando regresa de uno de sus tantos viajes fuera del país, el año 1937, en busca de un lugar idóneo para escribir su afamado libro Canto General. El sitio fue comprado en 1938 a un antiguo navegante español que recaló en la zona tras el hundimiento de su buque en Punta Arenas. Dentro del lugar se encontraba una pequeña casa de piedra, que se convirtió en la vivienda angular de lo que sería el gran refugio del artista.

La casa ... No sé cuando me nació... Era a media tarde, llegamos a caballo por aquellas soledades ... Don Eladio iba delante, vadeando el estero de Córdoba que se había crecido... Por primera vez sentí como una punzada este olor a invierno marino, mezcla de boldo y arena salada, algas y cardos...Aquí, dijo don Eladio Sobrino (navegante) y allí nos quedamos. Luego la casa fue creciendo, como la gente, como los árboles.
Pablo Neruda

Durante la siguiente década el arquitecto Germán Rodríguez Arias proyectó gran parte de las modificaciones bajo la atenta supervisión del poeta. Las instrucciones eran claras: una torre en el acceso, una chimenea y un gran ventanal hacia el mar. Los planos estuvieron listos en 1943 y dos años después las remodelaciones vieron la luz.
Esta casa actualmente es un museo en el que se exhibe una gran cantidad de objetos que Neruda recolectó durante su vida, entre las que destaca la colección de botellas y la de mascarones de proa.
La Fundación Pablo Neruda incluso tiene un restaurante en la casa.

### Otros visitantes
La artista chilena Violeta Parra realizó aquí también talleres de artesanía y folclore, llegando a hacerle clases a los arquitectos Marta Ibáñez y Tito López. Los Blops, por su parte, comenzaron interpretando versiones de Bob Dylan, The Rolling Stones, The Doors y Cream en un local de Isla Negra. Más tarde, el grupo chileno de rock Chancho en Piedra realizó en esta localidad la preproducción y selección de todos los temas del disco Desde el batiscafo.

## Actualidad
María Elena Gertner falleció el 25 de enero de 2013 en Isla Negra. La actriz, escritora y guionista murió a los 81 años. Fue reconocida por ser la escritora de exitosas teleseries como La dama del balcón.